# بروس ليزلي
بروس ليزلي (بالإنجليزية: Bruce Leslie)‏ هو لاعب كرة قدم أسترالية أسترالي، ولد في 10 فبراير 1940.

## وصلات خارجية
- بروس ليزلي على موقع AustralianFootball.com (الإنجليزية)
- بروس ليزلي على موقع AFLtables.com (الإنجليزية)